# Pentatlo moderno nos Jogos Pan-Americanos de 2019
As competições do Pentatlo moderno nos Jogos Pan-Americanos de 2019 em Lima, Peru, foram realizadas de 27 de julho a 30 de julho na Escola Militar de  Chorrillos.
Dos cinco eventos programados para serem realizados, dois eram eventos individuais, um por gênero. Outros três eventos (masculino, feminino e misto) no formato de revezamento foram disputados após sua inclusão ao programa de esportes pela ODEPA.
Os dois primeiros atletas da América do Norte e da América do Sul, junto com o próximo melhor atleta não classificados aos Jogos Olímpicos de Verão de 2020 em Tóquio, Japão, se classificaram.

## Qualificação
Um total de 64 pentatletas modernos se classificaram para competir. Cada nação poderia inscrever um máximo de seis atletas (três por gênero). As vagas foram distribuídas em três torneios classificatórios. O país-sede (Peru) classificou automaticamente quatro atletas (dois por gênero).

## Calendário
| Julho / Agosto   | 24 | 25 | 26 | 27 | 28 | 29 | 30 | 31 | 1 | 2 | 3 | 4 | 5 | 6 | 7 | 8 | 9 | 10 | 11 |
| ---------------- | -- | -- | -- | -- | -- | -- | -- | -- | - | - | - | - | - | - | - | - | - | -- | -- |
| Pentatlo moderno |    |    |    | 1  | 1  | 2  | 1  |    |   |   |   |   |   |   |   |   |   |    |    |

|  | Dia de competição |  | Dia de final |

## Medalhistas
Masculino
| Evento               | Ouro                                          | Prata                                              | Bronze                                          |
| -------------------- | --------------------------------------------- | -------------------------------------------------- | ----------------------------------------------- |
| Individual detalhes  | Charles Fernández GUA Guatemala               | Esteban Bustos CHI Chile                           | Sergio Villamayor ARG Argentina                 |
| Revezamento detalhes | Duilio Carrillo José Melchor Silva MEX México | Brendan Anderson Amro El-Geziry USA Estados Unidos | Sergio Villamayor Emmanuel Zapata ARG Argentina |

Feminino
| Evento               | Ouro                                                 | Prata                                      | Bronze                                     |
| -------------------- | ---------------------------------------------------- | ------------------------------------------ | ------------------------------------------ |
| Individual detalhes  | Mariana Arceo MEX México                             | Samantha Achterberg USA Estados Unidos     | Leydi Moya CUB Cuba                        |
| Revezamento detalhes | Samantha Achterberg Jessica Davis USA Estados Unidos | Elani Camara Rodríguez Leydi Moya CUB Cuba | Isabela Abreu Priscila Oliveira BRA Brasil |

Misto
| Evento               | Ouro                                               | Prata                                     | Bronze                                        |
| -------------------- | -------------------------------------------------- | ----------------------------------------- | --------------------------------------------- |
| Revezamento detalhes | Amro El-Geziry Isabella Isaksen USA Estados Unidos | José Ricardo Figueroa Leydi Moya CUB Cuba | María Diéguez Charles Fernández GUA Guatemala |

## Quadro de medalhas
| Ordem | País               | Medalha de ouro | Medalha de prata | Medalha de bronze |    |
| ----- | ------------------ | --------------- | ---------------- | ----------------- | -- |
| 1     | USA Estados Unidos | 2               | 2                |                   | 4  |
| 2     | MEX México         | 2               |                  |                   | 2  |
| 3     | GUA Guatemala      | 1               |                  | 1                 | 2  |
| 4     | CUB Cuba           |                 | 2                | 1                 | 3  |
| 5     | CHI Chile          |                 | 1                |                   | 1  |
| 6     | ARG Argentina      |                 |                  | 2                 | 2  |
| 7     | BRA Brasil         |                 |                  | 1                 | 1  |
| TOTAL | TOTAL              | 5               | 5                | 5                 | 15 |